# LUX 040
LUX 040 fue un evento de artes marciales mixtas producido por LUX Fight League, que se llevó a cabo el 23 de febrero de 2024 en el Centro Citibanamex de Ciudad de México, México.

## Antecedentes
LUX 040 fue el primer evento de la promotora en casí coincidir con un evento de UFC que se realizaba en el país un días después.
El evento estelar contó con una pelea de peso wélter entre Raúl Zaragoza y Anuar Aburto.
El evento coestelar contó con una pelea de peso pactado entre el invicto Mauricio Partida y David Pérez.